# Black Torrington
Black Torrington – wieś w Anglii, w hrabstwie Devon, w dystrykcie Torridge.